# Meda de Mouros
Meda de Mouros é uma povoação portuguesa do Município de Tábua que foi sede da extinta Freguesia de Meda de Mouros, freguesia que tinha 7,77 km² de área e 213 habitantes (2011), e, por isso, uma densidade populacional de 27,4 hab./km².
Em 2013 as Freguesias de Meda de Mouros e Pinheiro de Coja foram agregadas tendo sido criada a União de Freguesias de Pinheiro de Coja e Meda de Mouros.
Meda de Mouros pertenceu ao senhorio dos Bispos de Coimbra Condes de Arganil de juro e herdade, tendo sido desmembrada de Coja pelo fim do século XVI. No século XIX mudou duas vezes de concelho: de Coja até 1853, e de Arganil, em seguida; em 1855 ao de Tábua. 

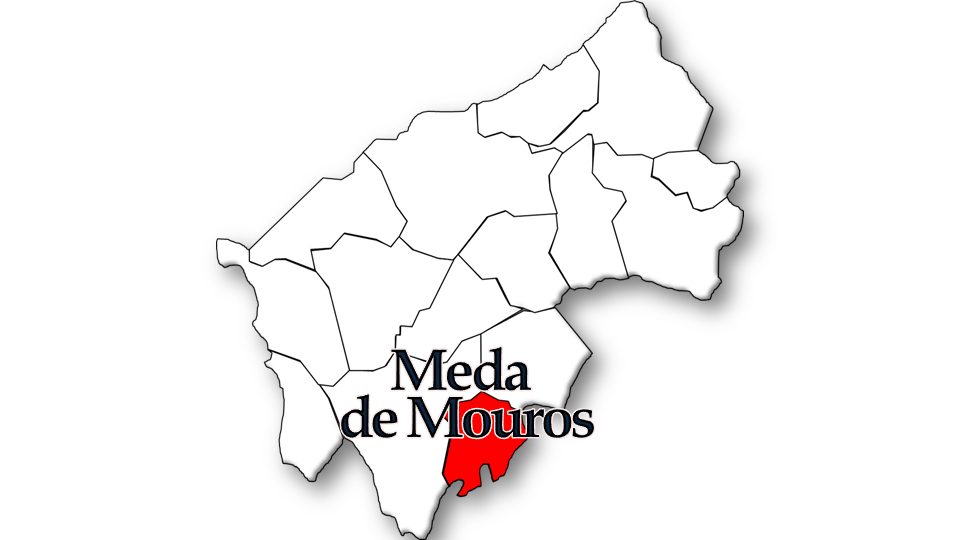
Localização no Município de Tábua

O seu orago é São Sebastião.

## População

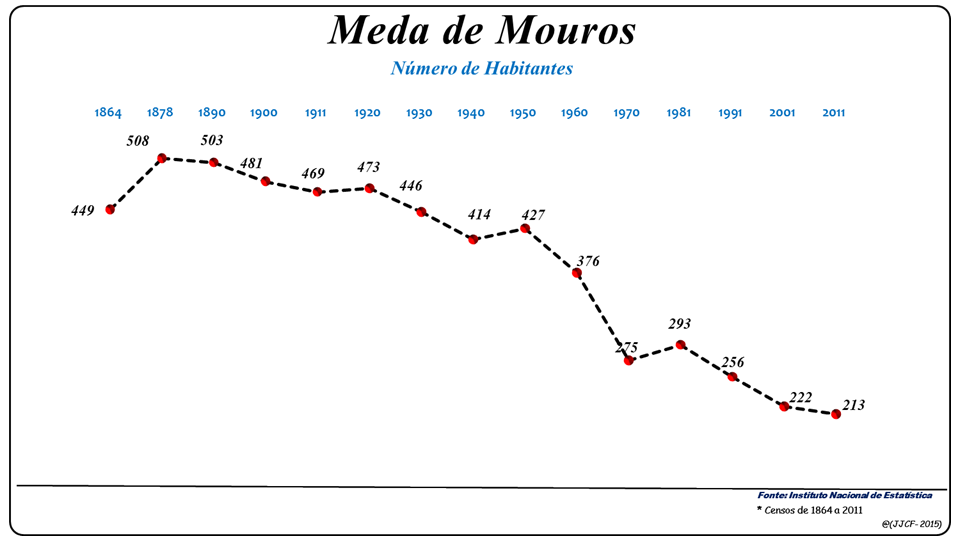
Evolução da População (1864 / 2011)

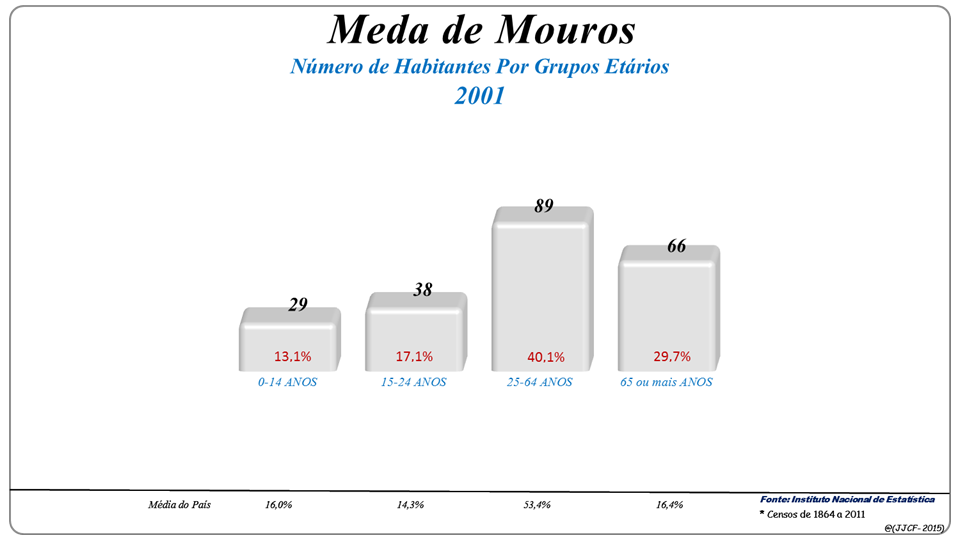
Grupos Etários (2001 e 2011)

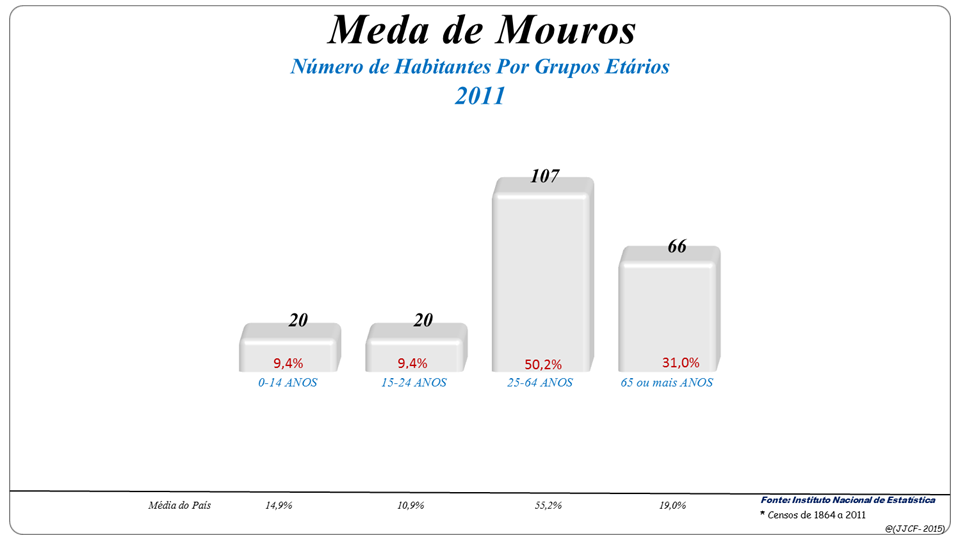
Grupos Etários (2001 e 2011)

| População da freguesia de Meda de Mouros | População da freguesia de Meda de Mouros | População da freguesia de Meda de Mouros | População da freguesia de Meda de Mouros | População da freguesia de Meda de Mouros | População da freguesia de Meda de Mouros | População da freguesia de Meda de Mouros | População da freguesia de Meda de Mouros | População da freguesia de Meda de Mouros | População da freguesia de Meda de Mouros | População da freguesia de Meda de Mouros | População da freguesia de Meda de Mouros | População da freguesia de Meda de Mouros | População da freguesia de Meda de Mouros | População da freguesia de Meda de Mouros |
| ---------------------------------------- | ---------------------------------------- | ---------------------------------------- | ---------------------------------------- | ---------------------------------------- | ---------------------------------------- | ---------------------------------------- | ---------------------------------------- | ---------------------------------------- | ---------------------------------------- | ---------------------------------------- | ---------------------------------------- | ---------------------------------------- | ---------------------------------------- | ---------------------------------------- |
| 1864                                     | 1878                                     | 1890                                     | 1900                                     | 1911                                     | 1920                                     | 1930                                     | 1940                                     | 1950                                     | 1960                                     | 1970                                     | 1981                                     | 1991                                     | 2001                                     | 2011                                     |
| 449                                      | 508                                      | 503                                      | 481                                      | 469                                      | 473                                      | 446                                      | 414                                      | 427                                      | 376                                      | 275                                      | 293                                      | 256                                      | 222                                      | 213                                      |

## Toponímia
O aglomerado urbano correspondente ao atual era designado por Póvoa, posteriormente passou a designar-se Póvoa de Meda de mouros, depois foi designado por São Sebastião de Meda de Mouros e, finalmente, chamado Meda de Mouros.

## Património
- Monumento ao Padeiro;

Durante séculos, desde que o homem se tornou sedentário, isto é, desde que se fixou em determinado ponto da terra, o pão foi o alimento principal.
Embora Meda de Mouros seja a mais pequena  freguesia do Município de Tábua, foi dela que saíram mais jovens que, deixando as lides do campo, foram desenvolver a atividade de panificação nos centros urbanos do país e no estrangeiro.
- Ponte "Romana"

A Ponte "Romana" é uma edificação em laje de xisto outrora destinada à passagem de bestas carregadas de cereais e farinha para um moinho movido pela força da corrente da água existente no local, do qual só restam pouco mais que as ruínas.
A referida ponte assume a forma de uma arco quase redondo, construído com grande lajes de xisto ou lousa abundante no local por baixo do qual passava água.
De geração em geração, tem a referida ponte sido designada por Ponte Romana, mas a sua estrutura pelo menos a atual não permite a conclusão de que tenha sido pelos romanos.
E configurável que esta ponte tenha resultado da reconstrução da anterior ponte, essa construída pelos romanos, a quando da permanência na zona de território em que se insere à  aldeia.
É tal o relevo que medademourenses atribuem a esta velha ponte, que se integra na parte inferior do simbolo heráldico da aldeia, a preto e branco, sobre o fundo verde significativo da esperança.
- Busto a José Borges de Carvalho
- Celeiro

A existência de celeiros é contemporânea do início da própria produção de cereais. Era ali que os agricultores de Meda de Mouros e de outras freguesias entregavam o trigo, o centeio e o milho que produziam em excesso no confronto com as suas necessidades
- Mina de ouro do Castelo

O Castelo é a designação dada ao cabeço, a norte do Rio Alva, a 1 000 metros dele, onde, segundo a memória ancestral dos medademourenses, os mouros exploravam uma mina de ouro.
A referida elevação é rodeada a Oeste por uma ribeira que corre pelo vale e a Este por uma linha de água, próximo da porta Maceira e do Rio Alva.
Na zona envolvente da referida elevação de terreno, amontoados de seixos em quartzo e quartzito de média dimensão.
Trata-se, na aparência, de penedos rolados, designados por burgau, na proximidade de um trilho escavado na rocha, revelador da passagem de água que se admite destinada a separação dos materiais auríferos de entre as substancias rochosas.
Imediatamente antes da mencionada plataforma, há um cabeço situado a cerca de 200 metros dos casebres implantados num lado esquerdo do caminho que, por seu turno, é ladeado à esquerda por um muro construído com blocos de quartzito.
Recentemente foram ali encontrados um fragmento de bordo de cozedura oxidante produzido a torno e um fragmento de escória de ferro bem como um pequeno fragmento de bojo incaracterístico de produção manual e cozedura oxidante.
- Forno dos Mouros

No lado direito do Rio Alva, próximo do Porto Pedrinho, para o lado da Quinta da Maria da Luz, na escarpa da elevação do terreno, existe uma construção em pedra, aparentando um forno de cozedura do pão e uma gamela utilizada para amassar a farinha, utilizados por famílias de mouros, que ficou conhecida pelo Forno da Moura.
- Cruzeiro do Adro da Igreja

Os cruzeiros, independente do material utilizado na sua construção, a madeira, a pedra ou o metal, ou do local da respetiva implantação, com consubstancia-se em símbolos significativos da crença no cristianismo.
Eram, por vezes, implantados junto dos templos cristãos, servindo de sinal religioso e espécie de guarda avançada.
Na frente da igreja, no Adro, numa base octogonal, está implantado um velho cruzeiro de pedra granítica trabalhada.
- Cruzeiro das Almas

Em tempos remotos os habitantes da aldeia colocaram, nas encruzilhadas dos caminhos cruzeiros de madeira.